# Peliperdix
A Peliperdix a madarak osztályának tyúkalakúak (Galliformes) rendjébe és a fácánfélék (Phasianidae) családjába tartozó nem.

## Rendszerezés
Besorolásuk vitatott, egyes rendszerezők a Francolinus nembe sorolják az ide tartozó fajokat is.
Egy 2020-ban lezajlott tanulmány megállapította, hogy a Peliperdix nembe sorolt 4 fajból 3 eléggé elkülönül ahhoz, hogy létrehozzanak egy új nemet a számukra, a Campocolinus nemet.  A Nemzetközi Ornitológia Szövetség elfogadta az új besorolást.
A nembe az alábbi 1 faj tartozik:
- Latham-frankolin (Peliperdix lathami vagy Francolinus lathami)

Átsorolt fajok :
- Coqui-frankolin (Campocolinus coqui), korábban (Peliperdix coqui vagy Francolinus coqui)
- fehértorkú frankolin (Campocolinus albogularis),  korábban (Peliperdix albogularis vagy Francolinus albogularis)
- Schlegel-frankolin (Campocolinus schlegelii),  korábban (Peliperdix schlegelii vagy Francolinus schlegelii)